# 岡田康太
岡田 康太（おかだ こうた、1990年〈平成2年〉9月1日 - ）は、日本のお笑いタレント、ラジオパーソナリティ、YouTuber。

## 経歴
2009年2月1日、中学の同級生だった下村達也と「オレンジサンセット」を結成する。
『新しい波16』への出演をきっかけにアマチュアながら『ふくらむスクラム!!』のレギュラーに抜擢され、芸人史上最年少かつアマチュアでフジテレビのレギュラーを持つことになる。後続番組『1ばんスクラム!!』にもレギュラー出演。
2016年5月に解散。
2016年7月30日に新コンビ結成記者会見を開催し、宰務翔太（元サンストレンジ）と「プルメリアンズ」を結成する事を発表。その後、2017年に「カハラ」と改名し吉本興業所属となるが、同年10月に解散。
2018年4月、下村と「新オレンジサンセット」（2019年2月に「なかよしビクトリーズ」に改名）として再結成したが、2020年10月に再解散。以降は再びピン芸人として活動し、2020年12月からパッチューネ所属となる。
2019年7月、YouTubeチャンネル「岡田を追え!!」を開設。
2020年11月、朝日放送テレビ（ABCテレビ）にて『ウマーバクッキング』が放送される。前述のYouTubeチャンネルとほぼ同じ内容で放送され、同じ時間帯の視聴率全部門1位を獲得している。YouTubeチャンネルがそのまま放送された日本初の番組である。
2021年11月、ニッポン放送『ポッドキャスト（岡田康太）』が開始。日本トップポッドキャストチャートで度々1位を獲得する。
2021年7月に販売開始した藤田金属株式会社とのコラボ商品であるフライパンがロフトネットストアランキングのキッチン用品部門で継続的に1位を獲得し、全国のロフトで販売されることとなる。その後、株式会社スミカマとのコラボ商品である包丁もロフトネットストアランキングのキッチン用品部門で1位を獲得し、自ら自分の商品のランキングを塗り替えることとなる。
2022年1月、平成フラミンゴとのコラボ動画で、YouTubeの急上昇ランク1位を獲得する。
2022年3月、「岡田を追え!!」公式LINEスタンプを販売。デイリーランキング1位を獲得する。
2022年4月、9番街レトロ京極風斗とのコラボグッズが第1回SUZURI賞の最優秀Instagram流入賞に輝く。
高垣雄海（元クロンモロン）とのユニット「食べ物」を結成し、M-1グランプリ2023では3回戦に進出。

## 人物
- 奈良県出身。広陵町立真美ヶ丘中学校、奈良県立王寺工業高等学校卒業。身長163cm。血液型A型。
- 趣味は映画鑑賞、自作の地図を書くこと、創作料理。
- 特技は卓球選手に詳しいこと、歴史、旋盤加工、玉ねぎを切る際に涙が出ないこと。
- 初体験の相手は38歳のブラジル人女性「ナターシャ」であることを『芸人報道』で明かしている[7]。
- 2019年より、加賀翔（かが屋）・後藤拓実（四千頭身）・Mamiko（chelmico）をメンバーとした「岡田軍団」を結成している。
- ヴィレッジヴァンガードの取材で一つの質問に対して1時間喋ってしまい、そのまま取材が終わったことがある。

## 出演

### 現在の出演番組

#### ラジオ
- ゆんたくラフテーナイト（FM21、毎週月曜13時〜14時）
- 岡田康太とchulaのちゅらんくアップ！（ニッポン放送、毎週木曜21時30分〜）

#### ネットラジオ
- 『ポッドキャスト』→『ポッドキャスト（岡田康太）』[注 1]（ニッポン放送Podcast Station→Spotify[注 2]、毎週日曜正午配信、2021年10月10日-）

### 過去の出演番組

#### テレビ
- 新しい波16（フジテレビ、2009年3月9日）
- ふくらむスクラム!!（フジテレビ）※レギュラー出演
- 1ばんスクラム!!（フジテレビ）※レギュラー出演
- キャンパスナイトフジ（フジテレビ、2009年8月28日）
- オンバト+（NHK）戦績0勝5敗 最高353KB
- なべあちっ!（フジテレビ、2010年8月23日）
- 新春 鶴瓶大新年会（フジテレビ、2011年1月1日）
- おもろゲ動画SHOW（TBSテレビ、2011年1月19日）
- ウケウリ!! ～天野QC研究所（日本テレビ、2011年2月25日 - 2011年4月1日）
- 中居正広の世界はスゲェ!ココまで調べましたSP（フジテレビ、2011年8月16日 - 2013年1月8日 ）※レギュラー出演
- PON!（日本テレビ、2011年9月15日）
- 笑う新選組（テレ朝チャンネル、2011年11月18日）
- みひろと〇〇芸人（TOKYO MX）※レギュラー出演
- めざましテレビ（フジテレビ、2013年1月8日 ）
- 桜Trick（TBSテレビ、2014年2月14日）第6話、男子生徒役
- うつけもん（フジテレビ、2014年6月19日）
- ときめきサンデー（TOKYO MX、2014年9月21日）
- 爆笑ファクトリーハウス笑けずり（NHK BSプレミアム、2015年8月14日〜全7回）
- センニュウ★感（テレビ東京）※準レギュラー出演
- 芸人報道（日本テレビ、2012年7月30日）
- 教えて！ココロくん（TBS、2015年10月26日）
- 特捜警察ジャンポリス（テレビ東京、2015年2月27日、3月6日、11月6日、20日、2016年〜遊戯王企画レギュラー）
- バクモン学園!!住んでみた。（テレビ朝日、2018年2月20日)
- 新shock感（テレビ東京、2018年6月2日）
- ウマーバクッキング（朝日放送テレビ、2020年11月12日）
- ウマーバクッキング2（朝日放送テレビ、2021年2月1日、2月8日、2月15日、2月22日）※レギュラー番組
- 教えてもらう前と後（TBS、2021年2月2日）
- 新・日本男児と中居（日本テレビ、2021年2月5日）
- 女の揉めごとお笑いバトル いざこざの花園（フジテレビ、2021年4月1日、4月7日）
- 芸人動画チューズデー（テレビ東京、2021年4月6日、4月13日、4月27日）
- 15ビョーーーン （テレビ東京、2021年6月6日)
- そんな食べ方あったのか!（テレビ朝日、2021年8月27日）
- スッキリ（日本テレビ、2021年9月12日）
- ABEMA Prime（ABEMA 、2021年3月11日、9月12日)
- ヒロミ・指原の“恋のお世話始めました”（ABEMA 、2021年11月18日)
- ゴジてれ×Sun![10]（福島中央テレビ、2022年1月16日）
- 離島マルコス（朝日放送テレビ(ABCテレビ)、2022年3月5日、12日、19日、26日）
- よるのブランチ（TBS、2022年6月1日）
- 歩道・車道バラエティ 道との遭遇（CBC、2022年6月22日）
- 青春スチャラカ学園（ABEMA、2022年7月17日）
- ダウンタウンDX（日本テレビ、2022年9月8日）
- NHK短歌（NHK-Eテレ、2023年2月12日）
- マルコポロリ!（関西テレビ、2023年2月26日）
- ヒロミ・指原の“恋のお世話始めました”（テレビ朝日、2023年3月13日)
- アッコにおまかせ!（TBSテレビ、2023年4月23日）
- トンツカタン森本&フワちゃんの『Thursday Night Show』〜学ばない英語〜（テレビ朝日、2023年4月27日）
- ちゅらバラ（TOKYOMX、2023年7月6日-）※レギュラー出演
- 橋本・真海子・岡田の街コース（福島中央テレビ、2023年8月13日、20日）
- 24時間テレビ 「愛は地球を救う」(日本テレビ、2023年8月26日)

#### ラジオ
- 森岡大介（GERA放送局、2021年1月1日 - 2023年6月30日）
- ラランド・サーヤの虎視舌舌（文化放送、2021年11月19日、2023年1月24日、1月30日）
- 26時のマスカレイド Emotional Nights（ニッポン放送、2022年5月2日、5月9日、8月15日、8月22日）
- 60TRY部（ラジオ日本、2022年1月15日）
- chelmicoの「この曲聴いた？」（Block.fm、2022年9月8日）
- CITY CHILL CLUB（TBSラジオ、2022年9月23日)
- フワちゃんのオールナイトニッポン0（ニッポン放送、2022年11月21日）
- 玉城ティナとある世界（ニッポン放送、2023年1月18日、1月25日）
- 橋本直と鈴木真海子のCROSSPOD（ニッポン放送、2023年4月30日）

- パンサー向井の＃ふらっと（TBSラジオ、2023年11月21日）
- EXITのオールナイトニッポンX（ニッポン放送、2022年8月12日、12月23日、2023年9月15日、2024年3月15日）
- Roomie Roomie!（TOKYO FM、2024年1月11日）
- 岡田康太とchulaのちゅらんくアップ！（ニッポン放送、2023年4月6日〜2024年3月28日）※レギュラー出演
- ラジオでハッチポッチステーション（NHKラジオ第1放送、2024年5月3日）

#### テレビCM
- JAバンク「松下奈緒に言われたら」篇
- au「800MHz/スポ根ドラマ」篇
- スニッカーズ「応援」篇
- DeNA「マンガボックス読んでる選手権」篇
- セカハン「セカハン ブランド価値は変わらない 15秒 篇」「セカハン CO2 15秒 篇」

#### WebCM
- GU「GU感謝祭NICO岡田康太」篇
- バイトル「バイト先輩 バイトルのコント」篇

## 作品

### 楽曲
- OKARAKO「ペットボトルキャップ」[11]（2020年）
- 浪漫革命「優しいウソで(feat. 岡田康太)」（2022年）

### 映画
- 東京リベンジャーズ2 血のハロウィン-運命-（2023年）